# Orxata de Xufa

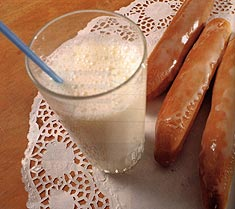
Glas Horchata de Chufa mit Fartons-Gebäck

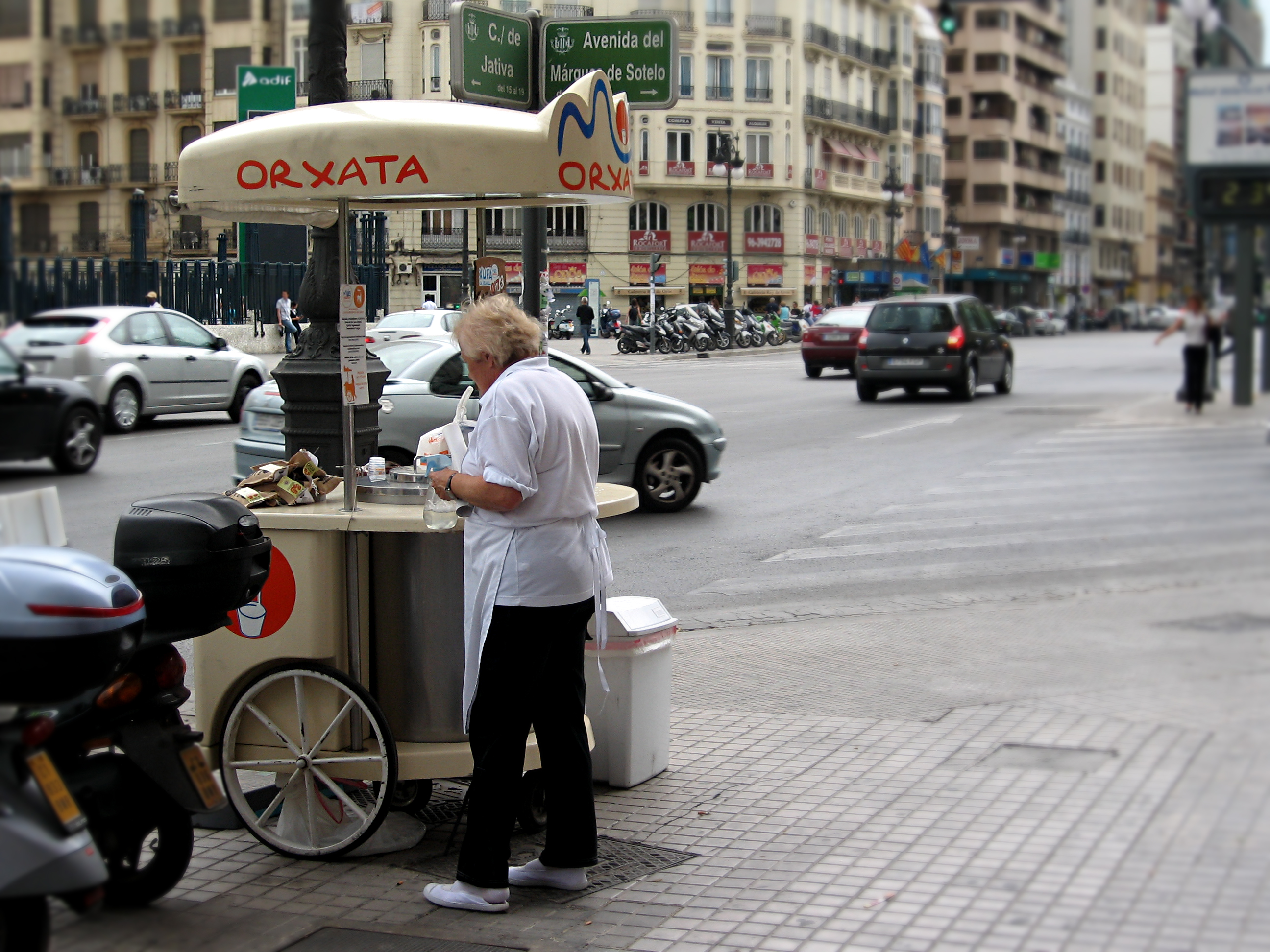
Orxata-Verkauf vor dem Nordbahnhof in Valencia

Die Orxata de Xufa (valencianisch/katalanisch [ɔɾˈʧata ðe ˈʧufa], spanisch Horchata de chufa, auch Erdmandelmilch) ist ein Erfrischungsgetränk aus Erdmandeln, das aus der Region Valencia stammt.
Das in ganz Spanien beliebte Kaltgetränk hat seinen Ursprung in der Ortschaft Alboraia. Dort wird die Erdmandel in großem Maße angebaut. Ihre Knollen werden gewaschen und gemahlen, aufgeweicht und in mehreren Durchgängen gepresst. Durch Hinzufügen von Zucker und Wasser zu dem daraus gewonnenen Extrakt entsteht dann die milchige Flüssigkeit, reich an Vitaminen und Mineralstoffen, darunter Phosphor, Kalium, Vitamin C und Vitamin E.
In den Orxateries (Milchbars, Eisdielen) wird die Orxata de Xufa frisch zubereitet und eiskalt serviert, da sie recht schnell verdirbt. Oft werden dazu warme Fartons, ein längliches Gebäck zum Eintunken, angeboten.
So, wie es in größeren deutschen Städten Brezelstände gibt, werden in Valencia an vielen Straßenecken mobile Verkaufsstände aufgebaut, an denen man die Orxata aus Bechern frisch genießen kann. Es ist außerdem möglich, die Erdmandelknollen in kleinen Stoffbeuteln zu erwerben, mit deren Hilfe man das Getränk auch zu Hause zubereiten kann.